# 215년

## 연호
- 후한(後漢) 건안(建安) 20년

## 기년
- 후한(後漢) 헌제(獻帝) 27년
- 신라(新羅) 내해 이사금(奈解泥師今) 20년
- 고구려(高句麗) 산상왕(山上王) 19년
- 백제(百濟) 구수왕(仇首王) 2년

## 사건
• 조조,헌제의 황후 복 황후와 그일가를 모두 처형함
•손권과 조조 합비에서 전투를 벌임
• 조조, 한중 태수 장로를 공격해 한중 차지